# Nervi splancnici sacrali
I nervi splancnici sacrali originano dai gangli sacrali (della catena latero-vertebrale del simpatico), e andranno per lo più a convergere in un plesso che prende il nome di plesso ipogastrico.